# Никомедија
Никомедија или Никомидија (антгрч. Νικομήδεια [], модерно Nikomídeia) је био антички град који је постојао на месту данашњег града Измитa, у Турској, на обалама Астачког залива.

## Историја
Основао га је и по себи назвао битинијски краљ Никомед I од Битиније. На његовом месту је раније — 712/11. п. н. е. — била основана мегарска колонија по имену Астак. Астак је у време ратова дијадоха уништио тракијски владар Лизимах. Када га је око 264. п. н. е. године обновио Никомед, постао је један од најважнијих градова на северозападу Мале Азије.
У Никомедију је касније дошао Ханибал како би провео последње године свога живота. У њему је рођен и знаменити историчар Аријан. Под Римским царством је Никомедија била главни град провинције Битиније, а Диоклецијан ју је године 286. године прогласио главним градом источног дела царства, пошто је увео систем тетрархије. Никомедија је остала источном (и најважнијом) престоницом царства све док савладар Лициније није поражен од Константина Великог у бици код Хризопоља године 324. године. Константин је следећих шест година владао из Никомедије као привремене престонице, све док 330. године није прогласио оближњи Византион — будући Константинопољ — за Нови Рим. Константин је године 337. преминуо у царској вили недалеко Никомедије. Иако је Константинополис постао нови главни град, Никомедија је због азијских путева који су водили према њему, остао важно средиште.
24. августа 358. године Никомедију је погодио тежак потрес, а након њега и пожар који је потпуно уништио град. Никомедија је обновљена, али није вратила некадашњу величину. Цар Јустинијан је у 6. веку обновио Никомидеју саградивши нове јавне зграде. Касније је имала важну улогу као војно упориште, односно византијска база за походе против Халифата.
1080-их је Никомедија служила као главна база Алексија I Комнина у походима против Турака Селџука, те у Првом и Другом крсташком рату. 
Константин Јиричек у Историји Срба спомиње да су и 1204. постојала српска села око Никомидије. Комнени су Србе слабили пресељавањем у друге крајеве. Тако је цар Јован неке преселио у околину Никомидије.
Град је држало Латинско царство од 1204. па до око 1240. када га је освојио Јован III Дука Ватац. Још један век је остао под византијском влашћу, али је након пораза Византије у бици код Бафеја 1302. дошао под удар Отоманског царства. Отомански Турци су град два пута опседали (1304. и 1330) пре него што је коначно пао у њихове руке 1337. године.

## Турско освајање
Године 1337. Никомидију су освојили Турци и затим је преименовали у Измит. Турци су разрушили зидине и побили највећи део градског становништва. Остаци градских бедема могу се видети и данас; на њима се јасно уочавају две различите епохе — римска и византијска. Упечатљиви грађевине древних времена су и аквадукти.

## Никомидијски мученици
Никомедија се прославила и својим светима, које називамо Никомидијским, што одражава другу традицију писања имена овог града.
Диоклецијан је био талентован владар, но у исто време је био и веома посвећен паганској вери. Он је покренуо једно од најжешћих гоњења хришћана. Тако је 23. априла 303. године у Никомедији, у време владавине цара Диоклецијана, после осмодневних тешких мучења био обезглављен хришћански светац, великомученик Георгије Победоносац.
Поименично је познато више од 100 хришћанских светитеља, међу којима Трофим Никомидијски, Св. Наталија Никомидијска, Адријан Никомидијски, Јевсевије Никомидијски, Калиста Никомидијска, Ермолај Никомидијски, Антим Никомидијски, Вавила Никомидијски и његових 84 ученика, свети великомученик Пантелејмон и други. У предању Цркве, број пострадалих никомидијских хришћана броји се на хиљаде.

## Археологија
Никомидија је била средиште прераде мермера из Битиније. Чак и међу рушевинама су остала бројна сведочанства Диоклецијановог периода и тетрархије, Каракалина купатила, која је доградио Диоклецијан када је одабрао Никомедију за своју престоницу на Истоку. Циркус је отворен годину дана након виценалија (прослава двадесетогодишњице владавине, 20. новембра 304. године), како нам предочава Лактанције:
[...]У Никомидији се налазила базилика, циркус, ковница новца, творница оружја, једна кућа за његову жену и друга за његову кћерку. Изненада је срушио велики део града.— Лактанције. О смрти гонитеља (Lattanzio. De mortibus persecutorum), XVII, 4.
- Јупитерова статуа, (данас у археолошком музеју у Истанбулу).